# Raffaele Fitto

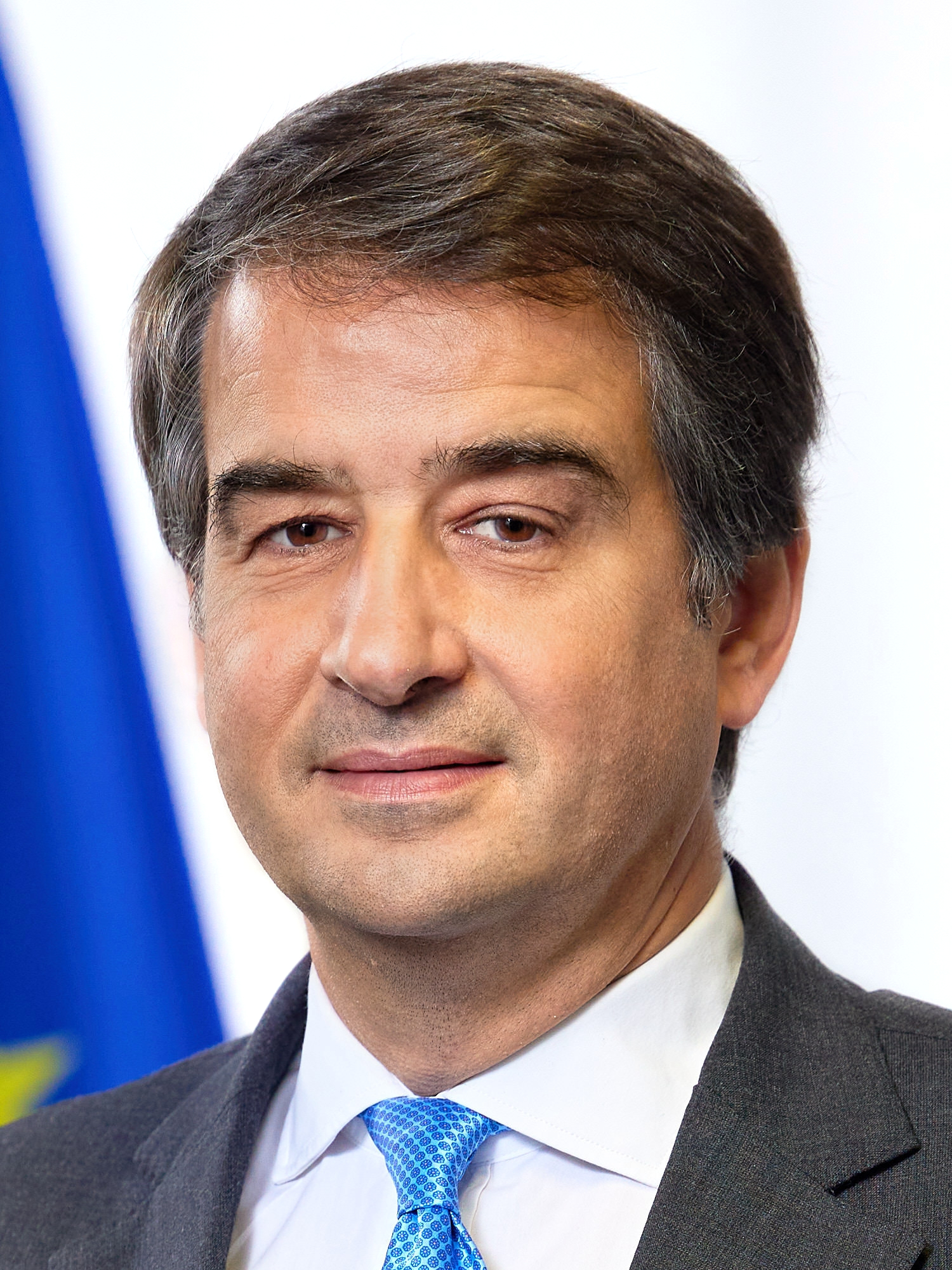
Raffaele Fitto, 2024

Raffaele Fitto, född 28 augusti 1969 i Maglie, är en italiensk politiker. Han är Italiens Europaminister sedan 2022. Han var ledamot av Europaparlamentet 1999–2000 och 2014–2022.
I Europaparlamentet var Fitto först med i Europeiska folkpartiets grupp, både 1999–2000 och 2014–2015. År 2015 ledde han en utbrytargrupp, Conservatori i Riformisti, ut ur Silvio Berlusconis parti Forza Italia och bytte samtidigt grupp till Gruppen Europeiska konservativa och reformister (ECR). I Europaparlamentsvalet i Italien 2019 blev han omvald för Italiens bröder dit han anslöt sig 2019 före det valet. Han var en av ECR-gruppens två gruppledare i Europaparlamentet 2019–2022.
I parlamentsvalet i Italien 2018 ledde Fitto partiet Noi con l'Italia som en del av en mittenhögerkoalition ledd av Silvio Berlusconi. Efter valsegern av Italiens bröder i parlamentsvalet 2022 återvände Fitto till den italienska politiken som Europaminister i regeringen Meloni. Som övriga ansvarsområden utöver EU-politiken fick han Södra Italien, kohesionspolitiken samt den nationella återhämtnings- och resiliensplanen.